# Sjenica
Sjenica (cirill betűkkel Сјеница) városa az azonos nevű község székhelye Szerbiában, a Zlatibori körzetben.

## Népesség
- 1948-ban 3 805 lakosa volt.
- 1953-ban 4 478 lakosa volt.
- 1961-ben 5 124 lakosa volt.
- 1971-ben 8 552 lakosa volt.
- 1981-ben 11 136 lakosa volt.
- 1991-ben 14 445 lakosa volt
- 2002-ben 13 161 lakosa volt, melyből 10 107 bosnyák (76,79%), 2 612 szerb (19,84%), 320 muzulmán, 19 jugoszláv, 19 montenegrói, 10 albán, 7 macedón, 4 horvát, 3 cigány, 2 gorai, 2 román, 1 bolgár, 1 német, 34 ismeretlen.

## A községhez tartozó települések
- Aliveroviće,
- Bagačiće,
- Bare (Sjenica),
- Bačija,
- Bioc,
- Blato (Sjenica),
- Boguti (Sjenica),
- Božov Potok,
- Boljare (Sjenica),
- Borišiće,
- Boroviće (Sjenica),
- Breza (Sjenica),
- Brnjica (Sjenica),
- Buđevo,
- Vapa (Sjenica),
- Veskoviće,
- Visočka,
- Višnjeva (Sjenica),
- Višnjice,
- Vrapci (Sjenica),
- Vrbnica (Sjenica),
- Vrsjenice,
- Goluban (Sjenica),
- Gornje Lopiže,
- Goševo (Sjenica),
- Grabovica (Sjenica),
- Gradac (Sjenica),
- Grgaje,
- Doliće (Sjenica),
- Donje Goračiće,
- Donje Lopiže,
- Dragojloviće,
- Draževiće,
- Družiniće,
- Dubnica (Sjenica),
- Duga Poljana (Sjenica),
- Dujke,
- Dunišiće,
- Žabren,
- Žitniće,
- Zabrđe (Sjenica),
- Zaječiće,
- Zahumsko,
- Jevik (Sjenica),
- Jezero (Sjenica),
- Kalipolje,
- Kamešnica (Sjenica),
- Kanjevina,
- Karajukića Bunari,
- Kijevci (Sjenica),
- Kladnica,
- Kneževac (Sjenica),
- Koznik (Sjenica),
- Kokošiće,
- Krajinoviće,
- Krivaja (Sjenica),
- Krnja Jela (Sjenica),
- Krstac (Sjenica),
- Krće,
- Lijeva Reka,
- Ljutaje,
- Mašoviće,
- Medare,
- Međugor,
- Milići (Sjenica),
- Papiće,
- Petrovo Polje (Sjenica),
- Plana (Sjenica),
- Poda (Sjenica),
- Ponorac (Sjenica),
- Pralja (Sjenica),
- Raždaginja,
- Rasno (Sjenica),
- Raspoganče,
- Rastenoviće,
- Raškoviće,
- Skradnik (Sjenica),
- Strajiniće,
- Stup (Sjenica),
- Sugubine,
- Sušica (Sjenica),
- Trešnjevica (Sjenica),
- Trijebine,
- Tuzinje,
- Tutiće,
- Uvac (Sjenica),
- Ugao (Sjenica),
- Ursule (Sjenica),
- Ušak (Sjenica),
- Fijulj,
- Caričina,
- Cetanoviće,
- Crvsko,
- Crčevo,
- Čedovo,
- Čipalje,
- Čitluk (Sjenica),
- Šare (Sjenica),
- Štavalj,
- Šušure